# Station Akko
Station Akko (Hebreeuws: תחנת הרכבת עכו, Taḥanat HaRakevet Ako) is een treinstation in de Israëlische plaats Akko.
Het station is gelegen aan de Rehov Remez in het oostelijke deel van de stad Akko.
Het ligt aan de Noord-Zuid spoorlijn tussen Nahariya en Beersjeva.
In de jaren 30 was het station een stopplaats op het traject Beiroet-Caïro, gebouwd door de Britten.
In de zomer van 2001 onderging het station een grote verbouwing.
Zo bestaat het station nu uit een eilandperron, een modern stationsgebouw en een tunnel onder de sporen.
Op 13 juli 2006 werden treindiensten langs station Akko geannuleerd, de dag na het begin van het conflict tussen Israël en Libanon.
Hezbollah-raketten raakten toen de stad.
| Eindbestemming   | Vorig station  | Lijn                  | Volgend station | Eindbestemming |
| ---------------- | -------------- | --------------------- | --------------- | -------------- |
| Beersjeva-Center | Kiryat Motzkin | Nahariya «» Beersjeva | Nahariya        | Nahariya       |